# AMZ Bóbr-3
AMZ Bóbr-3 (бобр) — польская колёсная плавающая бронированная разведывательная машина. Эта машина является частью более масштабных усилий по замене устаревших бронированных разведывательных машин БРДМ-2 на более совершенные платформы в рамках новой программы Lekkiego Opancerzonego Transportera Rozpoznawczego (LOTR) «Лёгкий бронированный разведывательный транспортёр» под кодовым названием Kleszcz (Клещ).

## Разработка
Разработанный в рамках проекта «Лёгкий бронированный разведывательный транспортёр», софинансируемого Польским национальным центром исследований и разработок (NCBR) с декабря 2013 по 2022 год, Bóbr-3 представляет собой значительный прогресс в области военных технологий. Проект общей стоимостью 36,45 млн злотых, включая софинансирование NCBR в размере 33,42 млн злотых (7,76 млн евро), был реализован консорциумом во главе с польской компанией AMZ-Kutno SA в сотрудничестве с ключевыми военными научно-исследовательскими институтами (Военный институт химии и радиометрии, Военный институт связи и Военный институт технологий вооружения).
14 августа 2024 года Польское агентство по вооружениям (AA), действующее от имени Государственного казначейства, объявило о заключении контракта с AMZ-Kutno на производство 28 лёгких бронированных разведывательных машин LOTR 4x4. Данное соглашение стоимостью 800 млн злотых (206 млн долларов США) включает пакет услуг по логистике и обучению. Поставки ожидаются в период с 2026 по 2028 год. Сделка является частью более широкого рамочного соглашения, подписанного в феврале 2024 года, которое включает закупку 286 машин LOTR до 2035 года.

## Описание
LOTR — это двухосная вездеходная машина-амфибия, способное преодолевать сложные рельефы и водные препятствия. Имеет колёсную формулу 4x4 и полный привод, что обеспечивает отличную мобильность в сложных условиях. Машина может перевозить до пяти человек и их снаряжение, что делает её идеальной для патрульных разведывательных миссий, обеспечения огневой поддержки с бортового оружия и борьбы с низколетящими воздушными целями.

### Технические характеристики
Источники:
- Вес: 15,550 кг
- Длина: 7,62 м
- Высота: 3,13 м.
- Ширина: 2,55 м
- Колёсная база: 3,45 м
- Бронирование: в базовом исполнении обеспечивает баллистическую защиту на уровне 2 по стандарту STANAG 4569, а по противоминной защите — на уровне 2а. Дополнительная броня, опционально, повышает баллистическую защиту до уровня 3 и противоминную защиту до уровня 3а.
- Экипаж: 5
- Двигатель: дизельный двигатель мощностью 321 л.с. ( 240 кВт) с автоматической коробкой передач в составе силовой установки. Замена блока питания занимает около часа.
- Максимальная скорость: 90 км/ч на дорогах с твёрдым покрытием, 40  км/ч по бездорожью
- Запас хода: 600 км по дорогам с твёрдым покрытием, 300 км по бездорожью
- Угол въезда: до 40°
- Угол съезда: до 84°
- Максимальный боковой наклон: 17°
- Глубина преодолеваемого брода: 1,5 м
- Вооружение: 12,7-мм пулемёт NSWT и 7,62-мм пулемёт UKM-2000.
- Дополнительно: Bóbr-3 имеет возможность установки дистанционно управляемого боевого модуля (RCWM), системы предупреждения о лазерном облучении и дымовых гранатомётов.

В стандартной комплектации машина дополнительно оснащена автоматической системой пожаротушения, централизованной системой подкачки всех колёс, оснащённых вставками Run-Flat (позволяющими двигаться с проколотыми или пробитыми шинами), электрогенератором и интегрированной системой отопления и кондиционирования воздуха. Поскольку машина может преодолевать водные преграды как вброд, так и вплавь, оно оборудовано волнорезом, который предотвращает затопление передних стёкол машины при преодолении водных преград.
Ожидается, что благодаря своей усовершенствованной конструкции и возможностям Bóbr-3 значительно повысит разведывательные возможности польской армии, обеспечив её подразделениям повышенную мобильность, защиту и огневую мощь.

## На вооружении
- Польша